# Pétroeuro

L'Euro

Les pétroeuros désignent les euros obtenus par les pays exportateurs de pétrole dans le cadre de leurs contrats libellés en euros, qu'ils réinvestissent dans l'économie européenne. Par extension, le pétroeuro désigne les placements financiers effectués en euros par les pays exportateurs de pétrole au niveau international. 

## Concept
Le terme de pétroeuro est utilisé en référence à celui de pétrodollar. Les pétroeuros sont les euros accumulés par les pays exportateurs de pétrole lorsqu'ils libellent leurs contrats de vente en euros. 

## Histoire
Si l'euro est bien une grande monnaie de réserve internationale, elle n'est que très rarement utilisé dans le domaine de l'énergie. Les contrats pétroliers, en effet, sont le plus souvent libellés en dollars américains. Les années 2000 voient toutefois l'émergence de velléités, par certains pays exportateurs de pétrole, d'échapper à l'utilisation du dollar américain et d'utiliser en lieu et place des euros. L'Irak évoque ce pivot potentiel, mais abandonne le projet après la guerre d'Irak.
Le pétroeuro est lui-même mis en concurrence avec l'émergence lente et récente du pétroyuan. En 2022, l'Arabie saoudite, dans le cadre de sa stratégie d'éloignement des États-Unis, annonce travailler avec la Chine pour libeller des contrats en yuan.